# Mancelos
Mancelos est une freguesia du Portugal, située à Amarante.
Le nom de Mancelos vient du latin minutiellus, un diminutif de minutius.
Le Saint-patron de la ville est Saint-Martin de Mancelos.

## Géographie
Elle a une superficie de 12,13 km2 et comportait en 2011, 3 114 habitants, soit une densité de 256,7 hab/km2.

## Personnalités
- Amadeo de Souza-Cardoso (1887 — 1918), artiste peintre.